# كوبرى أسوان المعلق
كوبري أسوان المعلق يقع بالمدخل الشمالى لمدينة أسوان.

## إنشاءه
يرجع إنشاء الكوبري إلي عام 1996 حين أقر مجلس الوزراء المشروع ووفر له الاعتماد المالي اللازم، وتم اختيار موقع جديد للكوبري علي بعد 9 كيلو مترات شمال أسوان مما مكن المسئولين من إنشاء كورنيش جديد لمدينة أسوان وانشاء مجموعة من المراسي السياحية اللازمة بشدة لاستقبال الفنادق العائمة التي تعمل بين أسوان والأقصر وتم افتتاح كوبرى أسوان المعلق في عام 2002.
أستخدم في تنفيذ فكرة الكوبرى المعلق، الكابلات في حمل المنشآت وهي فكرة فرعونية قديمة استخدمها قدماء المصريين منذ الأسرة الخامسة لتثبيت الشراع، ويكاد يتطابق في تصميمه مع شكل السفينة الفرعونية حيث القادم من بعد يشاهد الكوبرى وكأنه سفينة شراعية فرعونية تطفو فوق النهر، ويعد كوبرى أسوان المعلق هو علامة جمالية مميزة أضافت الكثير لمدينة أسوان ذات التاريخ العريق.

## مواصفاته
كوبري أسوان طوله كيلو متر وحوله طرق أطوالها 10 كيلو مترات فيما يبلغ ارتفاع برجى تعليق جسم الكوبرى بالكابلات 75 مترا لكل منهما في مستوى واحد بمنتصف القطاع الصندوقى.
وقد استخدم كم هائل من الخرسانة المسلحة وحديد التسليح عند التنفيذ ليتلاءم مع كفاءة الكوبري حوالي 25 ألف متر مكعب خرسانة مسلحة في الخوازيق والاعمدة والمخدات و15 ألف متر مكعب خرسانة سابقة الإجهاد وأكثر من7 آلاف طن من حديد التسليح و900 طن من كابلات الحديد عالية الشد وتم استيرادها من فرنسا مع الركائز الحاملة للكوبري وفواصل التمدد وتكلفت هذه الخامات المستوردة بالعملة الصعبة حوالي5% من التكلفة الاجمالية للكوبري البالغة 105 ملايين جنيه مصري ولتنفيذ الجانب الغربي من الكوبري وربطه بالطريق العام تمت ازالة وحفر في الصخور لحوالي300 ألف متر مكعب من جرانيت أسوان.